# Albert Font i Turon
Albert Font i Turon (Santa Coloma de Farners, Selva, 19 de juliol de 1966) és un instrumentista de trompeta i compositor de sardanes.
Des de ben jove, es va iniciar sota la guia del mestre Josep Carbó i Vidal. Ha actuat amb les cobles La Flama de Farnés, Amoga, Maravella i des de 1990 amb la Principal de la Bisbal. La seva sardana Sentiments de joventut va ser finalista del concurs de la Sardana de l'Any 2006. Ha compost disset sardanes.